# Wognum

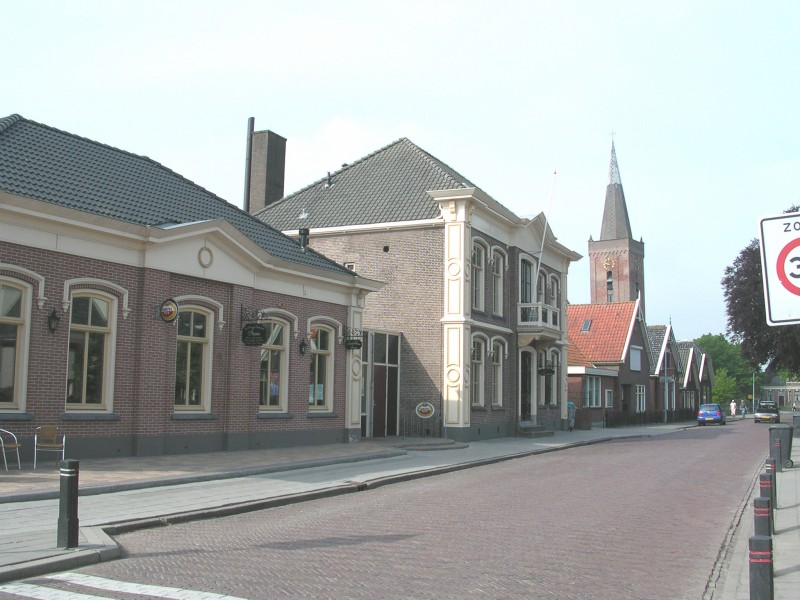
Wognums centrum.

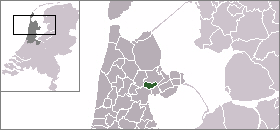
Wognums läge

Wognum är en historisk kommun i provinsen Noord-Holland i Nederländerna. Kommunens totala area är 21,48 km² (där 0,10 km² är vatten) och invånarantalet är på 8 081 invånare (2004).